# Брайан, Джордж
Джордж Бра́йан (англ. George Bryan; 1731[…], Дублин — 27 января 1791, Филадельфия) — американский предприниматель, судья и государственный деятель эпохи Американской революции, первый вице-президент Пенсильвании, второй губернатор Пенсильвании после принятия декларация независимости США.
Был сторонником аболиционизма (движения за освобождение чернокожих рабов) и судьей Верховного суда Пенсильвании.

## Ранние годы
Родился 11 августа 1731 года на улице Черч-стрит, Дублин, Королевство Ирландия в семье торговца. В 1752 году эмигрировал в Филадельфию для участия в деловом партнерстве, организованного его отцом. Вскоре партнёрство завершилось и впоследствии Брайан стал предпринимателем в области розничной торговли, импорта и экспорта. В 1757 году, женился на Элизабет Смит, в браке было десять детей. Сын, Самуэль (1759—1821) был пенсильванским писателем анти-федералистом, членом первого Американского философского общества.

## Политика
Будучи активным сторонником пресвитерианства, Брайан пытался выступить посредником в конфликтах между враждующему группами в конфессии во время Великого пробуждения. После Гербового акта (1765) был сторонником оппозиции и вместе с другими предпринимателями Филадельфии подписал «соглашение о запрете импорта», что вероятно привело его к банкротству в 1771 году.
Брайан считался «радикальным» политиком в отношении независимости, из-за чего его считают идеологом Томаса Пейн. По причинам плохого здоровья ограничено участвовал в политической деятельности, но после принятия первой Конституции Пенсильвании (в которой он выступил одним из авторов проекта) стал сторонником однопалатного парламента и высшего исполнительного совета, идеи создания которых были изложены в конституции. 5 марта 1777 года стал первым вице-президентом созданного Высшего исполнительного совета Содружества Пенсильвании. 21 ноября был переизбран на пост вице-президента.

## Президент Пенсильвании
23 мая 1778 года в Ланкастере умер первый губернатор Пенсильвании Томас Уортон-старший. В соответствии с положением Конституции 1776 года, Брайан стал и. о. президента. Источники того времени называли его лишь вице-президентом, исполняющим обязанности президента на протяжении семи месяцев. Однако Содружество Пенсильвании и Национальная ассоциация губернаторов признают Брайана полноправным президентом Пенсильвании. 26 июня 1778 года правительство штата вернулась в Филадельфию после эвакуации во время Филадельфийской кампании. 1 декабря 1778 года Брайан потерпел поражения на выборах президента Пенсильвании, получив один из шестидесяти трёх голосов, его пост занял Джозеф Рид. Однако он сумел сохранить пост вице-президента, получив шестьдесят два голоса из шестидесяти трёх. После службы в исполнительном совете был назначен судьей в Верховный суд Пенсильвании и служил в Генеральной ассамблеи Пенсильвании.
Будучи одним из первых сторонником аболиционизма, считал рабство «позором» и стал автором первого закона, направленного на освобождение чернокожих рабов. В конце 1780-х годов выступил против Конституция США 1787 года, придерживаясь идеи однопалатного парламента и высшего исполнительного совета. Скончался 27 января 1791 года в Филадельфии, похоронен на кладбище Лоурелл-Хилл-Семетери.

### Комментарии
1. 1 2  Несмотря на то что президенты и вице-президенты Пенсильвании вступают в должность (и соответственно приносят присягу) сразу после избрания на должность, Брайан принёс присягу только на следующий день и согласно конституции штата не мог вступить в должность до этого момента.